# Ron Backes
Ronald Lee Backes (Saint Cloud, 19 febbraio 1963) è un ex pesista statunitense, vincitore di una medaglia di bronzo ai campionati mondiali indoor del 1991.

## Palmarès
| Anno | Manifestazione  | Sede         | Evento         | Risultato | Misura  | Note |
| ---- | --------------- | ------------ | -------------- | --------- | ------- | ---- |
| 1987 | Mondiali indoor | Indianapolis | Getto del peso | 6º        | 20,02 m |      |
| 1987 | Mondiali        | Roma         | Getto del peso | 15º       | 19,34 m |      |
| 1987 | Universiadi     | Zagabria     | Getto del peso | Bronzo    | 20,09 m |      |
| 1991 | Mondiali indoor | Siviglia     | Getto del peso | Bronzo    | 20,06 m |      |
| 1991 | Mondiali        | Tokyo        | Getto del peso | 8º        | 19,34 m |      |
| 1992 | Olimpiadi       | Barcellona   | Getto del peso | 10º       | 19,75 m |      |